# David Bushnell
David Bushnell (Saybrook, 1742 – 1824) è stato un inventore statunitense costruttore del primo sommergibile ad essere utilizzato per scopi bellici.

## Biografia

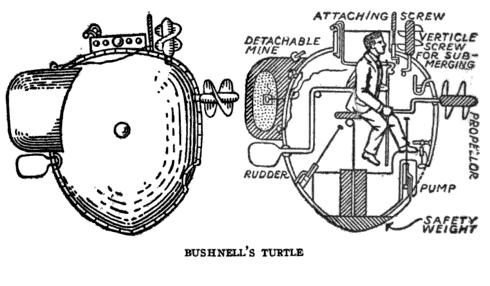
Uno schizzo del Turtle

Nato nel 1742 a Saybrook in Connecticut e morto nel 1824, fu un inventore americano durante la Guerra d'indipendenza americana. A lui viene attribuito il merito di avere costruito il primo sottomarino ad essere stato utilizzato per scopi bellici. Il sommergibile da lui stesso costruito nel corso dei suoi studi presso la Yale University nel 1775 e successivamente soprannominato Turtle, era composto da un piccolo scafo di forma cilindrica simile ad una botte capace di immergersi.
Nonostante l'insuccesso di questo mezzo va attribuita a Bushell l'idea di utilizzare l'acqua come zavorra per permettere al mezzo di immergersi. Il Turtle disponeva di una propulsione manuale ad elica ed era armato con delle cariche esplosive. Sempre a Bushell va inoltre riconosciuto il merito di aver costruito la prima carica esplosiva subacquea e il primo congegno ad orologeria. Per i suoi meriti fu promosso capitano l'8 giugno 1781. Successivamente Bushell si trasferì in Francia per studiare medicina. Infine Bushell morì nel 1824. Per i suoi meriti e per la sua audacia venne decorato da George Washington.